# Šúľance
I šúľance /'ʂuːʎantse/ (dialettalmente bedere, cibliky, cikoški, kokocíky, kokoški, kokošky, šuferle o škorce) sono degli gnocchi di patate slovacchi con zucchero o semi di papavero. Il nome del piatto deriva dalla parola slovacca šúľať, che significa "rotolare".